# Oncosperma fasciculatum
Oncosperma fasciculatum là loài thực vật có hoa thuộc họ Arecaceae. Loài này được Thwaites mô tả khoa học đầu tiên năm 1864.